# Paul Hess
Pour les articles homonymes, voir Hess.
Paul Hess est un chef d'orchestre, pianiste et dessinateur de nationalités suisse et américaine, né le 26 mai 1952, dans l'État du Wisconsin. 

## Biographie
Fils d'un facteur de pianos et fin pédagogue, Paul rêvasse très tôt sous les pianos à queues du salon et croche très vite à la composition, à l'harmonisation et au piano bien sûr.
Il part étudier la direction d'orchestre à Boston, et revient diplômé du New England Conservatory
of Music à Boston, dirige un mémorable Cosi fan tutte à Boston en 1977 et créé la première du Dibbouk de Sol Potter avec comme solistes Jan Peerce et Janice del Sesto. 
Il complète ses études par des diplômes au Mozarteum de Salzbourg et de l'Academia Chigiana de Sienne. Il est lauréat du Concours international de direction d'orchestre de Besançon, et bénéficiaire d'une bourse "Fullbright Scholarship" en Italie, et commence sa carrière en Europe.
Il perfectionne la direction d'orchestre avec des maîtres tels que Michael Tilson Thomas, Sir Charles Mackerras, Rafael Kubelik, Stanley Pope, Peter Maag, Boris Goldovsky (en)... entre autres.
Il dirige des concerts et des opéras à Boston, Salzbourg, Buffalo, Rome, Sienne, Bologne, Trévise, San Remo, Trapani, Besançon, Genève, Bâle et Berne, et est régulièrement appelé en tant que membre de jury pour les concours internationaux d'art lyrique, aux côtés de Magda Olivero, Giuseppe Di Stefano, Lella Cuberli et bien d'autres.
Sa large expérience acquise tout au long de ces années de direction et de travail avec les orchestres, les chanteurs d'opéras, les danseurs, les compagnies d'opéra, ainsi que les chœurs, le conduit aujourd'hui tout naturellement vers l'enseignement et la transmission.
Il a créé les VisualMusicShow qu’il présente en collaboration avec les orchestres et opéras, notamment à l'Opéra de Bologne.
Depuis toujours, un crayon à la main, il dessine ses collègues musiciens avec une pointe d'humour et est invité à exposer dans des lieux prestigieux tels que le Victoria Hall à Genève, ainsi qu'à l'Opéra de Rome. Certains de ses dessins sont publiés dans des magazines internationaux, Clavier en Illinois aux États-Unis, Il Mondo della Musica à Rome, ainsi que pour la publication online Musica et Memoria et la galerie "Les Musiciens de Paul Hess".